# Akhet
Pour l'hiéroglyphe, voir Akhet (hiéroglyphe égyptien).
Dans l'Égypte antique, Akhet (ou Akhit) désignait la première saison du calendrier nilotique (basé sur la crue du Nil). Cette saison correspond à la période d'inondations et se déroule du 19 juillet au 15 novembre.

## Le jour de l'an: le «Iakhet 1»
En Égypte antique, le jour de l’an était le premier jour du calendrier, soit le premier jour du premier mois de la saison de l’inondation des cultures par le Nil : le « I Akhet 1 ». 

Ce jour correspondait symboliquement à la crue du Nil, même si ce ne fut pas toujours le cas, car le calendrier de l'Égypte antique est un calendrier vague (de 365 jours, sans années bissextiles) qui se décalait lentement par rapport aux saisons. Ainsi, cette date portait en elle une forte connotation de renouveau bénéfique, la crue du Nil étant vitale pour les Égyptiens car elle déposait sur les cultures du limon, permettant ainsi de bonnes récoltes.
C’est symboliquement le jour de l’an de l’an VII du règne de Thoutmôsis III, qu’Hatchepsout proclame, sur les parois du temple de Deir el-Bahari, que son « couronnement » eut lieu. En fait, il aurait réellement eu lieu entre le II Peret 1 et le IV Chemou 30, soit bien plus tard dans l’année, selon les inscriptions de son seul obélisque encore érigé à Karnak. Elle proclame donc idéalement son couronnement au jour de l’an pour profiter de la portée symbolique de cette date.
Le jour de l’an était également l’occasion de faire des offrandes aux défunts et aux dieux, surtout à Rê, dont le jour de naissance était censé être le jour de l’An. De même, une procession de vases remplis de « l’eau nouvelle » du Nil avait lieu du fleuve jusqu’aux temples. Dans les temples, on procédait à des rites d’illuminations, et on en profitait également pour les reconsacrer aux dieux.